# Мин шилу
«Мин шилу» (кит. трад. 明實錄, упр. 明实录, пиньинь Míng shí-lù), или «Доподлинные хроники династии Мин» (также, «Правдивые записи о правлении династии Мин»,
«Правдивые записи [династии] Мин») — собрание хроник правления императоров Династии Мин, правивших в Китае с 1368 по 1644 г. Один из основных источников по истории Китая в этот период.

## Список хроник и их составление
Существует 13 «доподлинных хроник» (шилу) — как правило, по одной для каждого из 15 императоров династии. Нет «доподлинных хроник» для 2-го (Чжу Юньвэнь, правил 1398—1402) и последнего, 16-го (Чжу Юцзянь, правил 1627—1644) императоров. Для Чжу Юньвэня хроники не существует, поскольку он был свергнут своим племянником, Чжу Ди, который задним числом вычеркнул Чжу Юньвэня из истории (годы его правления официально стали считаться продолжением предшествующей эры, Хунъу), и соответственно хроники составлены не были. Чжу Юцзянь же оказался последним императором; после его самоубийства Пекин был занят повстанцами Ли Цзычэна, а затем маньчжурами, и бежавшим на юг остаткам минской бюрократии было уже не до архивной работы. Существует, однако, составленная уже в цинский период хроника
«Чунчжэн чанбянь» (崇禎长编), которую до какой-то степени служит вместо «доподлинной хроники» последнего минского императора.
Кроме того, нет отдельной хроники для Чжу Циюя, правившего в 1449—1457 (эра Цзинтай), пока его брат Чжу Цичжэнь был сначала в плену у монголов, а потом — под домашним арестом. Вместо отдельной хроники информация за годы эры Цзинтай содержится в хронике правления Чжу Цичжэня.
Каждая хроника называется по посмертному храмовому имени императора. Например, Чжу Ди, правивший под тронным именем Юнлэ, получил после смерти храмовое имя Тай-цзун, и соответственно его хроника именуется «Тай-цзун шилу» (太宗实录). (Несмотря на то, что позднее, в 1537 г., император Чжу Хоуцун пожаловал императору Чжу Ди новое посмертное храмовое имя, на хронику царствия Чжу Ди продолжают ссылаться по её первоначальному имени.)
Каждая из хроник составлялась после смерти соответствующего императора, силами специальной рабочей группы, создаваемой по указанию Генерального Секретариата (Grand Secretariat, neige) императорского правительства. В неё входили нескольких десятков авторов и редакторов (60-100), не считая ассистентов. Хроника составлялась на основе журналов дворцовой канцелярии и других документов. Хроника изготовлялась в 2 экземплярах, из которых один должен был храниться вечно (или, по крайней мере, до падения династии) в запечатанном виде в Генеральном Секретариате, а к другому же имели доступ будущие императоры, генеральные секретари и придворные историографы. В реальности, однако, не раз случалось, что по тем или иным политическим мотивам запечатанный экземпляр открывали и подвергали новому редактированию.

## Использование хроник после падение династии Мин
По китайской традиции (см. Династийные истории), после падения династии на основе её «доподлинных хроник» историки следующей династии составляют историю павшей династии, после чего хроники уничтожаются. Соответственно, после завоевания Китая маньчжурами и установления новой Династии Цин, цинские власти привлекли переживших катаклизм китайских бюрократов к составлению «Истории Мин». Однако все копии «доподлинных хроник» уничтожены не были, они разошлись в списках и
сейчас несколько из них, разной степени полноты, находятся в библиотеках и архивах в Китае, Японии и других странах.
В 1940 г. появилось первое печатное издание собрания хроник, сделанное, однако, на основе плохо переписанной копии. Более авторитетным считается фотолитографическое издание, вышедшее на Тайване в 1963—1968 гг. и изготовленное главным образом на основе рукописного экземпляра из Национальной Библиотеки в Пекине, считающегося наиболее близкого к оригиналу. Издание сопровождают свыше 20 томов комментариев.